# Високопланински тревни и храстови биоми
Високопланинските тревни и храстови биоми са биом, който е един от основните хабитатни типове във физикогеографската класификация на Световния фонд за природата.
Разположени главно в Африка, Азия и Южна Америка, те включват високопланински области, главно в тропичните, субтропични и умерени региони, които не могат да поддържат дървесна растителност.